# Chō Sawagejō
Chō Sawagejō (沢下条 張?, Sawagejō Chō) è un personaggio fittizio del manga e dell'anime di Nobuhiro Watsuki Kenshin samurai vagabondo. È un collezionista di spade e membro de Le Dieci Spade.

## Storia

### Scontro con Kenshin
Chō fa la sua prima apparizione nell'opera quando Kenshin e compagni lasciano la residenza di Seiku Arai. Chō viene a sapere che l'ultima spada del maestro Shakku Arai è custodita nel tempio di famiglia e decide di rapire Iori, il piccolo figlio di Seiku, affinché l'uomo gli consegni la spada del padre.
 In un primo momento Seiku sembra titubante, poi sotto pressione della moglie decide di sottostare al ricatto dell'uomo, ma l'intervento di Kenshin complica i piani di Chō. Nonostante il samurai vagabondo abbia la sakabato spezzata, riesce a tenere testa al feroce membro delle Dieci Spade. Contro Kenshin Chō è costretto a sfoggiare tutta la sua collezione di spade e tutte le sue tecniche di utilizzo. Alla fine però è costretto a tirar fuori la sua arma preferita: la Spada assassina dalla lama di velluto; ossia una spada flessibile che permette di colpire anche da lontano.
 Kenshin non si lascia però intimorire e affronta a viso aperto il nemico affidandosi ora esclusivamente al fodero della sua katana. Inaspettatamente Seiku consegna l'ultima spada del padre Shakku a Kenshin, che però si rifiuta di usare per non rompere il giuramento di non uccidere. A questo punto Chō intravede la possibilità di prendere due piccioni con una fava, ovvero uccidere Battosai e prendere la spada proibita del maestro Arai. Per spronare Kenshin gli dice che proverà la sua lama sul piccolo Iori; si tratta però di un tranello per attaccare Kenshin alle spalle, il quale però si divincola e lo colpisce col Lampo del dragone a turbine credendo di averlo ucciso. In realtà l'ultima spada si Shakku Arai è una sakabato e quindi Chō è ancora vivo e viene consegnato alla polizia.

### Il secondo Chō
Una volta portato in carcere dalla polizia, Chō viene interrogato da Hajime Saitō e gli svela molti dei segreti di Makoto Shishio; inoltre li mette in guardia da Usui Uonuma classificandolo come un assassino senza scrupoli. In galera fa la conoscenza anche di Sanosuke Sagara, prendendolo in antipatia e scambiando con lui continue offese.
Alla fine della saga di Kyoto Chō diventa una spia al servizio di Saito e riferisce a Kenshin e compagni come si è conclusa l'avventura del Juppongatana e quale strada hanno preso i superstiti.

## Equipaggiamento e abilità
Chō, pur non disponendo di un ampio repertorio di mosse, come molti altri personaggi del calibro di Kenshin o Shishio, porta con sé un elevato numero di spade (ben cinque), che può utilizzare per creare combinazioni precise e potenti; le armi di cui Chō è in possesso sono:
- Due katana che porta in mano, e che all'occorrenza possono combinarsi e creare la Spada a Lama Doppia, una spada assassina creata da Shakku Arai, che, mediante le due lame disposte parallelamente tra loro, causano ferite molto ravvicinate, che non possono essere curate al meglio; questa spada è stata distrutta da Kenshin.
- Due wakizashi che porta appese alla schiena; Chō non le usa in quanto sono state subito distrutte da Kenshin con un Ryu Kansen.
- La Spada Assassina dalla Lama di Velluto: è la spada preferita di Chō; generalmente, Chō evita di usarla, tenendola come asso nella manica. Si tratta di una spada dalla lama lunghissima, resistente ma molto flessisibile, che di norma porta avvolta intorno al torace; il vantaggio principale dell'utilizzo di quest'arma, è quello di poter colpire da lontano, evitando quindi le tecniche possibilmente letali. Data la grande flessibilità della spada, è molto difficile sia schivare che difendersi da essa, in quanto la lama può superare facilmente ogni difesa. Questa è la spada più raffinata creata da Shakku Arai.

Non si conoscono le tecniche utilizzate da Chō.

## Curiosità
- Chō viene spesso chiamato da Saitō e Sanosuke Testa di scopa a causa dei suoi capelli, tuttavia il primo a dargli tale soprannome è Iori.
- La spada a doppia lama che usa nel combattimento con Kenshin è sempre un artefatto di Shakku Arai.
- Watsuki afferma di essersi ispirato al personaggio di Vash the Stampede e che Chō è originario del Kansai, ma si scusa coi lettori per non avergli affibbiato il dialetto tipico di quella regione.